# Каміл Пірош
Каміл Пірош (чеськ. Kamil Piroš; 20 листопада 1978, м. Мост, ЧССР) — чеський хокеїст, центральний нападник. Майстер спорту.

## Ігрова кар'єра
Вихованець хокейної школи ХК «Мост», тренер — М. Ванек. Виступав за «Літвінов», ХК «Вітковіце», «Чикаго Вулвз» (АХЛ), «Атланта Трешерс», «Флорида Пантерс», «Сан-Антоніо Рэмпідж» (АХЛ), «Хімік» (Воскресенськ), «Нафтохімік» (Нижньокамськ), «Цуг», «Кельнер Гайє», ГВ-71 (Єнчопінг), «Ессят» (Порі), ХК «Тімро», «Автомобіліст» (Єкатеринбург).
В чемпіонатах НХЛ — 28 матчів (4+4). В чемпіонатах Чехії — 360 матчів (45+69), у плей-оф — 46 матчів  (5+8). В чемпіонатах Фінляндії — 22 матчі (2+3). В чемпіонатах Швеції — 133 матчі (33+47), у плей-оф — 33 матчі (3+8).
У складі національної збірної Чехії провів 19 матчів (6+8). У складі молодіжної збірної Чехії учасник чемпіонатів світу 1997 і 1998. У складі юніорської збірної Чехії учасник чемпіонату Європи 1996.
Освіта — середня.

## Досягнення
- Срібний призер чемпіонату Швеції (2009)
- Бронзовий призер чемпіонату Німеччини (2008).